# Dewevrea
Genre
Dewevrea est un genre de plantes à fleurs dicotylédones de la famille des Fabaceae, sous-famille des Faboideae, originaire d'Afrique équatoriale, qui comprend deux espèces acceptées.

## Étymologie
Le nom générique, « Dewevrea », est un hommage à Alfred Dewèvre (1866-1897), botaniste belge, collecteur de plantes au Congo.

## Liste d'espèces
Selon The Plant List (6 novembre 2018) :
- Dewevrea bilabiata Micheli
- Dewevrea gossweileri Baker f.